# Pia Kaiser
Pia Kaiser (* 26. Mai 1912 in Schwäbisch Gmünd; † 7. Juni 1968 ebenda) war eine deutsche Politikerin (CDU).

## Werdegang
Pia Kaiser stammte aus einer Silberschmiedsfamilie, ihr Vater fiel 1915 im Ersten Weltkrieg. Von 1919 bis 1927 besuchte sie die katholische Volksschule in Schwäbisch Gmünd, anschließend machte sie in einer Gmünder Silberwarenfabrik eine kaufmännische Lehre durch und legte nach dreijährigem Besuch der Handelsschule die kaufmännische Abschlussprüfung ab. Nach einjähriger Tätigkeit als kaufmännische Angestellte besuchte sie zwei Jahre lang die Soziale Frauenschule in Luzern. Ab Mai 1934 arbeitete Kaiser als kaufmännische Angestellte bei der Allgemeinen Gold- und Silberscheideanstalt AG in Pforzheim. Sie engagierte sich gewerkschaftlich, wurde 1947 Vorsitzende des Betriebsrats der Firma Dr. Walter & Schmitt und 1952 als Richterin am Arbeitsgericht zugelassen. Seit 1. Januar 1956 war sie Richterin am Landesarbeitsgericht. Zudem war sie in leitender Position im Verband weiblicher Angestellter tätig.
Pia Kaiser blieb unverheiratet und verstarb nach längerer Krankheit in ihrer Heimatstadt.

## Partei
Kaiser war seit Mai 1946 Mitglied der CDU und wirkte dort im Landesfrauenausschuss und im Landessozialausschuss mit.

## Abgeordnete
Kaiser rückte am 17. September 1956 über die CDU-Landesliste Baden-Württemberg für den CDU-Abgeordneten Eugen Maucher in den Deutschen Bundestag nach und behielt ihr Mandat bis zur Bundestagswahl 1957. Zuvor gehörte Kaiser dem Gemeinderat der Stadt Schwäbisch Gmünd an. 